# Clematis marmoraria
Clematis marmoraria es una especie de planta herbácea perteneciente a la familia Ranunculaceae. Es originaria de Nueva Zelanda.

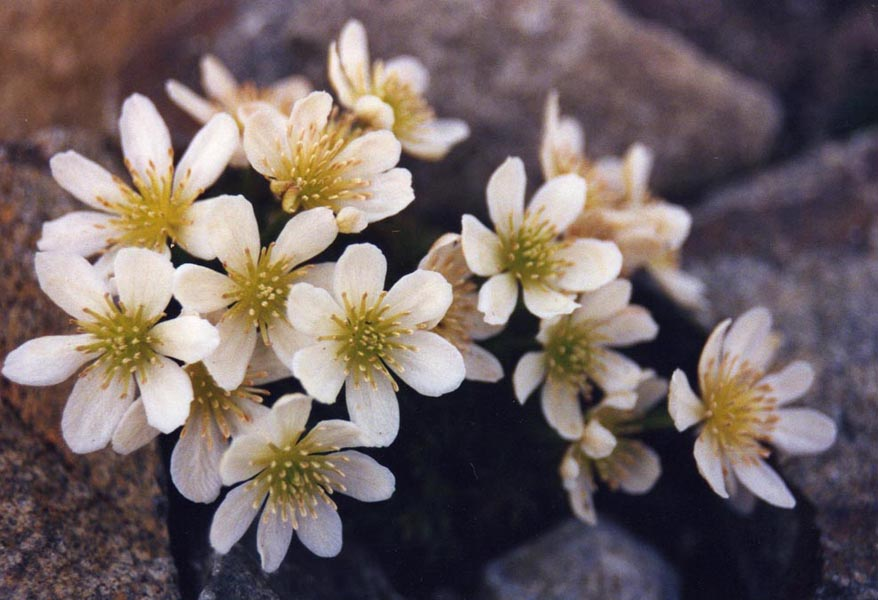
Flores

## Descripción
Es una planta herbácea perenne con las hojas de color verde oscuro, coriáceas, lobuladas y dentadas. Las flores son blancas con 2 cm de ancho, florecen en la primavera temprana.

## Taxonomía
Clematis marmoraria fue descrita por Barry Victor Sneddon y publicado en New Zealand J. Bot. 13(3): 557 (1975)
Etimología
Clematis: nombre genérico que proviene del griego klɛmətis. (klématis) "planta que trepa".
marmoraria: epíteto latino que significa "jaspeado".